# Kugelring

Kugelring: Kugel mit zylindrischer Bohrung (rechts: Längsschnitt)

Ein Kugelring ist ein Teil einer Vollkugel, der aus einer Kugel mit einer zylindrischen Bohrung besteht. Er wird außen von einer  symmetrischen Kugelschicht und innen von der Mantelfläche eines geraden  Kreiszylinders begrenzt.
Das Volumen eines Kugelrings ist
- {\displaystyle V={\frac {\pi h^{3}}{6}}},

wobei {\displaystyle r} der Radius der Kugel, {\displaystyle h} die Höhe und {\displaystyle a} der Radius der Bohrung (Zylinder) ist.
Seine Oberfläche (Kugelzone und Zylindermantel) ist
- {\displaystyle O=2\pi h(r+a)}

Zwischen den Größen {\displaystyle r,a,h} besteht die Beziehung:
- {\displaystyle r^{2}=a^{2}+{\frac {h^{2}}{4}}}.

Das Volumen hängt nur von der Höhe {\displaystyle h} des Kugelrings und nicht vom Kugelradius {\displaystyle r} ab. Plausibel wird dies, wenn man bedenkt, dass der Kugelring mit zunehmendem Kugelradius immer dünner wird.

## Herleitung der Formeln
Den Kugelring kann man sich aus einer symmetrischen Kugelschicht (d. h. {\displaystyle a_{1}=a_{2}=a}) der Höhe {\displaystyle h} entstanden denken, der man innen einen geraden Kreiszylinder (Höhe {\displaystyle h}, Radius {\displaystyle a}) entfernt. Für das Volumen bedeutet dies:
{\displaystyle V=V_{KS}-V_{Z}=\pi a^{2}h+{\frac {\pi h^{3}}{6}}-\pi a^{2}h={\frac {\pi h^{3}}{6}}}.
Die Oberfläche des Kugelrings setzt sich aus der symmetrischen Kugelzone und dem Mantel des Zylinders zusammen:
{\displaystyle O=M_{KZ}+M_{Z}=2\pi rh+2\pi ah=2\pi h(r+a)}.

## Weitere Kugelteile
- Kugelsegment
- Kugelschicht
- Kugelsektor
- Kugelkeil